# Công tước xứ Westminster
Công tước xứ Westminster (tiếng Anh: Duke of Westminster) là một tước hiệu thuộc Đẳng cấp quý tộc Vương quốc Liên hiệp Anh. Nó được tạo ra bởi Nữ vương Victoria của Anh vào năm 1874 và được ban tặng cho Hugh Grosvenor, Hầu tước thứ 3 của Westminster. Đây là tước Công tước gần đây nhất được phong cho một người không liên quan đến Vương thất Anh.
Các Công tước thứ 2, 3, 4 và 5 đều là cháu trai của người đầu tiên. Người hiện giữ tước hiệu là Hugh Grosvenor, Công tước thứ 7, người thừa kế công tước vào ngày 9 tháng 8 năm 2016 sau cái chết của cha mình, Gerald. Công tước hiện tại là cha đỡ đầu của Vương tôn George xứ Wales.
Nơi ở của gia đình Công tước Westminster là Eaton Hall, Cheshire, và tại Abbeystead House, Lancashire. Nhà phố ở London của gia đình là Nhà Grosvenor, Park Lane, trong khi Lâu đài Halkyn được xây dựng như một nơi nghỉ dưỡng cho gia đình vào đầu những năm 1800. Nơi chôn cất truyền thống của các Công tước là Old Churchyard liền kề với Nhà thờ St Mary, Eccleston.

## Lịch sử gia tộc Grosvenor
Richard Grosvenor được trao tước hiệu Nam tước xứ Eaton vào tháng 01 năm 1622. Richard Grosvenor, Nam tước thứ 7, được trao thêm tước vị Nam tước Grosvenor vào năm 1761, và năm 1784, dưới thời Vua George III ông được trao danh hiệu Tử tước xứ Belgrave (Belgrave, Cheshire) và Bá tước Grosvenor. Tước hiệu Hầu tước xứ Westminster được ban cho Robert Grosvenor, Bá tước Grosvenor thứ 2, vào lễ đăng quang của Vua William IV vào năm 1831.
Các tước hiệu phụ của Công tước bao gồm: Hầu tước xứ Westminster (được tạo ra năm 1831),  Bá tước Grosvenor  (1784),  Tử tước Belgrave, của Belgrave ở hạt Chester (1784) , và Nam tước Grosvenor, của Eaton ở hạt Chester (1761). Công tước và Hầu tước đều thuộc Đẳng cấp quý tộc Vương quốc Liên hiệp Anh; những tước hiệu còn lại thuộc về Đẳng cấp quý tộc Đại Anh. Tước hiệu nhã xưng của con trai cả và người thừa kế Công tước là Bá tước Grosvenor.

### Gia tộc giàu có nhất nước Anh
Công tước xứ Westminster và người nhà được xem là gia đình quý tộc giàu có nhất nước Anh và một trong những gia tộc giàu có nhất thế giới, với tổng khối tài sản lên đến 13 tỷ USD, họ sở hữu Tập đoàn Grosvenor, tên gọi của tập đoàn được đặt theo tên gia tộc của công tước. Công tước hiện tại là Hugh Grosvenor, Công tước thứ 7 xứ Westminster, thừa kế khối tài sản lên đến 9 tỷ Bảng Anh từ cha mình là Công tước thứ 6, nghiễm nhiên trở thành người giàu nhất thế giới dưới 30 tuổi.
Khối tài sản to lớn của gia tộc Grosvenor có lẽ bắt đầu được mở rộng ra từ thời vị Công tước đầu tiên là Hugh Lupus Grosvenor, ông phát triển các bất động sản, nuôi ngựa và tham gia vào các cuộc đua ngựa. Ông đã phát triển giống ngựa tại Eaton Hall và đạt được nhiều thành quả ngoài mong đợi. Grosvenor cũng quan tâm đến các tổ chức từ thiện và hoạt động từ thiện. Khi qua đời, ông được coi là người giàu nhất nước Anh.

## Các Tòng nam tước Grosvenor xứ Eaton (1622)
- Richard Grosvenor, Đệ nhất Nam tước (1584–1645) là một MP
- Richard Grosvenor, Nam tước thứ 2 (1604–1664), con trai của Nam tước thứ nhất
  - Roger Grosvenor (khoảng 1628–1661), con trai của Nam tước thứ 2, mất trước cha mình
- Thomas Grosvenor, Nam tước thứ 3 (1656–1700), con trai của Roger
- Richard Grosvenor, Nam tước thứ 4 (1689–1732), con trai cả của Nam tước thứ 3, chết mà không có thừa kế
- Thomas Grosvenor, Nam tước thứ 5 (1693–1733), con trai thứ hai của Nam tước thứ 3, chết khi chưa lập gia đình
- Robert Grosvenor, Nam tước thứ 6 (1695–1755), con trai thứ ba và út của Nam tước thứ 3
- Richard Grosvenor, Nam tước thứ 7 (1731–1802) (được phong thành Nam tước Grosvenor vào năm 1761)

## Các Nam tước Grosvenor (1761)
| Tạo ra bởi George III của Anh | Tạo ra bởi George III của Anh | Tạo ra bởi George III của Anh | Tạo ra bởi George III của Anh | Tạo ra bởi George III của Anh         | Tạo ra bởi George III của Anh |
| #                             | Tên (tuổi thọ)                | Giai đoạn                     | Vợ chồng                      | Ghi chú                               | Tước hiệu khác                |
| ----------------------------- | ----------------------------- | ----------------------------- | ----------------------------- | ------------------------------------- | ----------------------------- |
| 1                             | Richard Grosvenor (1731–1802) | 1761–1802                     | Henrietta Vernon              | Sau này được tạo ra Bá tước Grosvenor | —                             |

## Các Bá tước Grosvenor (1784)
| Được tạo ra bởi George III của Anh | Được tạo ra bởi George III của Anh | Được tạo ra bởi George III của Anh | Được tạo ra bởi George III của Anh | Được tạo ra bởi George III của Anh                                     | Được tạo ra bởi George III của Anh   |
| #                                  | Tên (tuổi thọ)                     | Giai đoạn                          | Vợ chồng                           | Ghi chú                                                                | Tước hiệu khác                       |
| ---------------------------------- | ---------------------------------- | ---------------------------------- | ---------------------------------- | ---------------------------------------------------------------------- | ------------------------------------ |
| 1                                  | Richard Grosvenor (1731–1802)      | 1784–1802                          | Henrietta Vernon                   | Trước đây được phong là Nam tước Grosvenor                             | Tử tước Belgrave, Nam tước Grosvenor |
| 2                                  | Robert Grosvenor (1767–1845)       | 1802–1845                          | Quý bà Eleanor Egerton             | Con trai của bá tước đầu tiên, sau được phong làm Hầu tước Westminster | Tử tước Belgrave, Nam tước Grosvenor |

## Các Hầu tước xứ Westminster (1831)

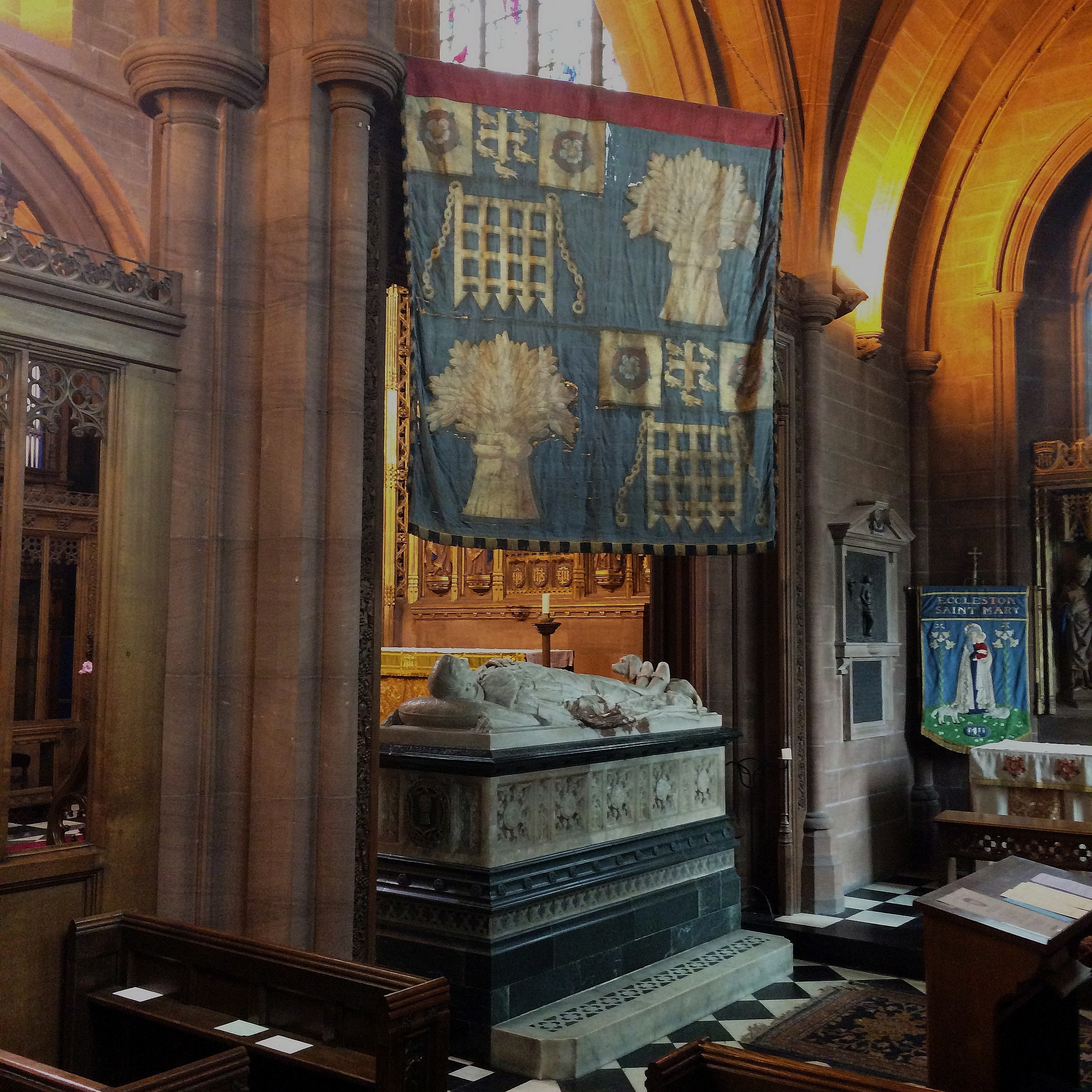
Nhà thờ St Mary, Eccleston, Nhà nguyện Grosvenor: Cenotaph và Garter banner của Hugh Grosvenor, Công tước thứ nhất xứ Westminster

Màu sắc Jockey của Công tước xứ Westminster

| Được tạo ra bởi William IV của Anh | Được tạo ra bởi William IV của Anh | Được tạo ra bởi William IV của Anh | Được tạo ra bởi William IV của Anh        | Được tạo ra bởi William IV của Anh                                       | Được tạo ra bởi William IV của Anh                    |
| #                                  | Tên (tuổi thọ)                     | Giai đoạn                          | Vợ chồng                                  | Ghi chú                                                                  | Tước hiệu khác                                        |
| ---------------------------------- | ---------------------------------- | ---------------------------------- | ----------------------------------------- | ------------------------------------------------------------------------ | ----------------------------------------------------- |
| 1                                  | Robert Grosvenor (1767–1845)       | 1831–1845                          | Quý bà Eleanor Egerton                    | Trước đây được phong là Bá tước Grosvenor                                | Bá tước Grosvenor Tử tước Belgrave Nam tước Grosvenor |
| 2                                  | Richard Grosvenor (1795–1869)      | 1845–1869                          | Quý bà Elizabeth Leveson-Gower            | Con trai của hầu tước đầu tiên                                           | Bá tước Grosvenor Tử tước Belgrave Nam tước Grosvenor |
| 3                                  | Hugh Grosvenor (1825–1899)         | 1869–1899                          | Quý bà Constance Sutherland-Leveson-Gower | Con trai của hầu tước thứ 2, sau được phong làm Công tước xứ Westminster | Bá tước Grosvenor Tử tước Belgrave Nam tước Grosvenor |

## Các Công tước xứ Westminster (1874)
| Thành lập bởi Victoria của Anh | Thành lập bởi Victoria của Anh | Thành lập bởi Victoria của Anh | Thành lập bởi Victoria của Anh                                        | Thành lập bởi Victoria của Anh               | Thành lập bởi Victoria của Anh                                                |
| #                              | Tên                            | Period                         | Vợ/chồng                                                              | Chú thích                                    | Các tước hiệu khác                                                            |
| ------------------------------ | ------------------------------ | ------------------------------ | --------------------------------------------------------------------- | -------------------------------------------- | ----------------------------------------------------------------------------- |
| 1                              | Hugh Grosvenor (1825–1899)     | 1874–99                        | Lady Constance Sutherland-Leveson-Gower Katherine Cavendish           | Trước đây được phong Hầu tước xứ Westminster | Hầu tước xứ Westminster Bá tước Grosvenor Tử tước Belgrave Nam tước Grosvenor |
| 2                              | Hugh Grosvenor (1879–1953)     | 1899–1953                      | Constance Cornwallis-West Violet Nelson Loelia Ponsonby Anne Sullivan | Cháu trai của công tước thứ nhất             | Hầu tước xứ Westminster Bá tước Grosvenor Tử tước Belgrave Nam tước Grosvenor |
| 3                              | William Grosvenor (1894–1963)  | 1953–63                        | chưa kết hôn                                                          | Em họ của Công tước thứ 2                    | Hầu tước xứ Westminster Bá tước Grosvenor Tử tước Belgrave Nam tước Grosvenor |
| 4                              | Gerald Grosvenor (1907–1967)   | 1963–67                        | Sally Perry                                                           | Em họ của Công tước thứ 3                    | Hầu tước xứ Westminster Bá tước Grosvenor Tử tước Belgrave Nam tước Grosvenor |
| 5                              | Robert Grosvenor (1910–1979)   | 1967–79                        | Hon Viola Lyttelton                                                   | Em trai của Công tước thứ 4                  | Hầu tước xứ Westminster Bá tước Grosvenor Tử tước Belgrave Nam tước Grosvenor |
| 6                              | Gerald Grosvenor (1951–2016)   | 1979–2016                      | Natalia Phillips                                                      | Con trai của Công tước thứ 5                 | Hầu tước xứ Westminster Bá tước Grosvenor Tử tước Belgrave Nam tước Grosvenor |
| 7                              | Hugh Grosvenor (1991–)         | từ 2016                        |                                                                       | Con trai của Công tước thứ 6                 | Hầu tước xứ Westminster Bá tước Grosvenor Tử tước Belgrave Nam tước Grosvenor |

## Dòng kế thừa
Hiện không có người thừa kế tước vị Công tước xứ Westminster. Bá tước xứ Wilton là người thừa kế lâm thời của Hầu tước xứ Westminster.